# Phocoena dioptrica
Phocoena dioptrica (Фоцена окулярна) — вид ссавців з родини Фоценові (Phocoenidae) ряду китоподібні. 

## Опис
Довжина самців: до 224 см. Довжина самиць: до 204 см. Вага самців: бл. 115 кг. Вага самиць: бл. 85 кг.
Має маленьку голову, своєрідні риси обличчя, а також великий спинний плавник самця. Чорний верх різко контрастує з чітко визначеними білими нижніми частинами тіла і біле кільце помітне навколо чорних очей. Чорні губи також оточені білим. Верхня поверхня хвоста чорна, а нижня поверхня білого кольору, хоча іноді строката з чорним. Неповнолітні мають темно-сірі спинні й світло-сірі нижні частини. Це міцна тварина з округлою головою і без рила. Рот маленький. Самець має великий, округлий спинний плавник, в той час як самиці менші й більш трикутні.

## Поширення
Раніше відомий в першу чергу з південного узбережжя східної частини Південної Америки, від Уругваю і південної Бразилії до Вогняної Землі, цей вид в даний час відомий з узбережь у південній півкулі. Є записи з Фолклендських островів, Південної Джоржії, островів Кергелен, Херд, Маккуорі і Окленд, у Тихому океані поширюється на північ до Тасманії і Нової Зеландії. Хоча його рідко бачать у морі (є лише кілька десятків живих спостережень), ця інформація свідчить про те, що діапазон проживання виду може бути субантарктичним (з температурою води, щонайменше, 1–10°C). P. dioptrica спостерігалася у прибережних водах, гирлах річок і каналів.

## Поведінка
Дуже мало відомо про біологію та поведінку виду. Їх в основному бачать поодинці, тому вважається, що вони в першу чергу поодинокі. Проте, групи з трьох, ймовірно, які складаються з самиці, дитинча і додаткового дорослого, спостерігалися неодноразово. Вид дуже непомітний при диханні, піднімаючи лише найменшу частину свого тіла над водою. P. dioptrica уникають човнів. На основі вмісту шлунка чотирьохосіб, цілком ймовірно, що вид харчується водоростями, рибою, кальмарами і ракоподібними.

## Відтворення
Вважається, що народжує південною весною і влітку. Швидше за все, народжує одне дитинча після періоду вагітності від 8 до 11 місяців.

## Загрози та охорона
Вид може бути зібраний для цілей крабової приманки в Чилі. Як і всі фоценові, P. dioptrica потрапляють у риболовні зяброві сіті. Крім того, вид може опинитися під загрозою від розвідки нафти і корисних копалин і прибережного забруднення навколишнього середовища, що може призвести до накопичення токсинів в його тілі. Він занесений до Додатка II Конвенції про міжнародну торгівлю (CITES), що означає, що міжнародну торгівлю цього виду слід ретельно регулювати. Як і інші китоподібні вид захищений австралійським законодавством.